# Ivan Turudić
Ivan Turudić (Lug Gradinski, Virovitica, 2. lipnja 1962.), hrvatski pravnik. Trenutno obnaša dužnost glavnog državnog odvjetnika Republike Hrvatske.

## Životopis
Rođen je 1962. godine u Lugu Gradinskom u radničko-seljačkoj obitelji s trima sestrama. Nakon osnovne škole, dva razreda opće srednje škole završio je jezičnu gimnaziju. Studirao je pravo. Diplomirao je s vrlo dobrim uspjehom kod profesora Zvonimira Šeparovića na temu Međunarodnog terorizma.
Vježbenički je staž odradio na virovitičkom Općinskom sudu. Nakon osamostaljenja Hrvatske postao je sudac. Bio je dragovoljac Domovinskog rata. Kad je Zvonimir Šeparović postao ministar pravosuđa, Turudić je postao njegov pomoćnik. Obnašao je dužnost predsjednika Županijskog suda u Zagrebu.
Bio je sudac na slučajevima suđenja Ivi Sanaderu, Damiru Polančcu, Nevenu Jurici, Hrvoju Petraču, zatim osumnjičeniku za ubojstvo Ivane Hodak i drugima.
Siječnja 2015. godine posjetio je zajedno s obitelji i sestrom branitelje koji prosvjeduju ispred Ministarstva branitelja u Savskoj.
Radi zaštite digniteta Domovinskog rata i i da bi se smirile tenzije u društvu vidljive i u prosvjedu ratnih veterana u Savskoj 66, ožujka 2015. predložio je da se uvođenje promjena u Kaznenom zakonu kojima bi se poslala poruka da država štiti najviše društvene vrijednosti poput Domovinskog rata. Dao je prijedlog "o kojem bi trebalo provesti široku raspravu u kojoj bi se izjasnili pravnici i političari, stručnjaci i šira javnost", po kojem bi poricanje prirode Domovinskog rata bilo kazneno djelo. Predlaže da se propiše kazna od tri ili pet godina zatvora za teze kao što su one "da Domovinski rat nije bio obrambeni, da nije bio agresija nego građanski rat i da cilj Oluje i drugih operacija nije bilo oslobađanje nego etničko čišćenje". Naglasio je da se ne namjerava uvesti verbalni delikt kakav je postojao u jugokomunizmu, nego da se pokaže da država štiti najviše društvene vrijednosti kao što je Domovinski rat. Novim zakonom bi se sankcionirali pojedinačni zločini. Zbog toga bi kažnjivi bili "samo najteži oblici kršenja zakona, i to počinjeni s izravnom namjerom, što znači da je potrebno dokazati da je netko htio počiniti kazneno djelo i bio svjestan njegovih posljedica".
Predsjedao je tročlanim izvanraspravnim vijećem zagrebačkoga Županijskog suda koje je na procesu revizije u potpunosti poništilo presudu s montiranog procesa Alojziju Stepincu.
Poznat je po navodnim kontroverznim vezama sa Zdravkom Mamićem i Josipom Pleslić. Dana 7. veljače 2024. izabran je za glavnog državnog odvjetnika uslijed čega je nekoliko stranaka 17. veljače 2024. održalo prosvjed na Markovu trgu.